# Corball ocel·lat
El corball ocel·lat (Sciaenops ocellatus) és una espècie de peix de la família dels esciènids. És l'única espècie del gènere Sciaenops.

## Morfologia
- Els mascles poden assolir 155 cm de longitud total i 45 kg de pes.[2][3][4]

## Alimentació
Menja principalment crustacis, mol·luscs i peixos.

## Hàbitat
És un peix de clima subtropical (43°N-0°S) i demersal.

## Distribució geogràfica
Es troba a l'oceà Atlàntic occidental: des de Massachusetts fins al nord de Mèxic, incloent-hi el sud de Florida.

## Ús comercial
És venut fresc i congelat per ésser fregit, rostit i enfornat.

## Observacions
És un peix inofensiu per als humans.
El corball ocel·lat és el peix oficial de l'estat de Carolina del Nord.